# Cimitero di Sleepy Hollow (Sleepy Hollow)
Il cimitero di Sleepy Hollow (Sleepy Hollow Cemetery) è un cimitero rurale che si trova nell'omonimo villaggio dello stato di New York, negli Stati Uniti d'America.
Il cimitero venne aperto nel 1849. Nel 2009, il luogo venne inserito nell'elenco dei National Register of Historic Places.

## Descrizione
Il cimitero occupa 36 ettari (0,36 chilometri quadrati) di terreno, e confina con la Old Dutch Church of Sleepy Hollow, e la tenuta della famiglia Rockefeller (Kykuit). Nei terreni del cimitero sono presenti varie sculture, fra cui un monumento di granito in onore dei soldati della guerra rivoluzionaria americana sepolti nel cimitero fatto costruire dall'editore del Tarrytown Argus Marcius D. Raymond. Degno di nota è anche il mausoleo eretto da Harry e Leona Helmsley, nel 2007.
Nel cimitero di Sleepy Hollow sono sepolti molti nomi illustri, fra cui Washington Irving, il cui racconto La leggenda di Sleepy Hollow (1820) è ambientata nell'adiacente camposanto della Old Dutch Church.

## Galleria d'immagini

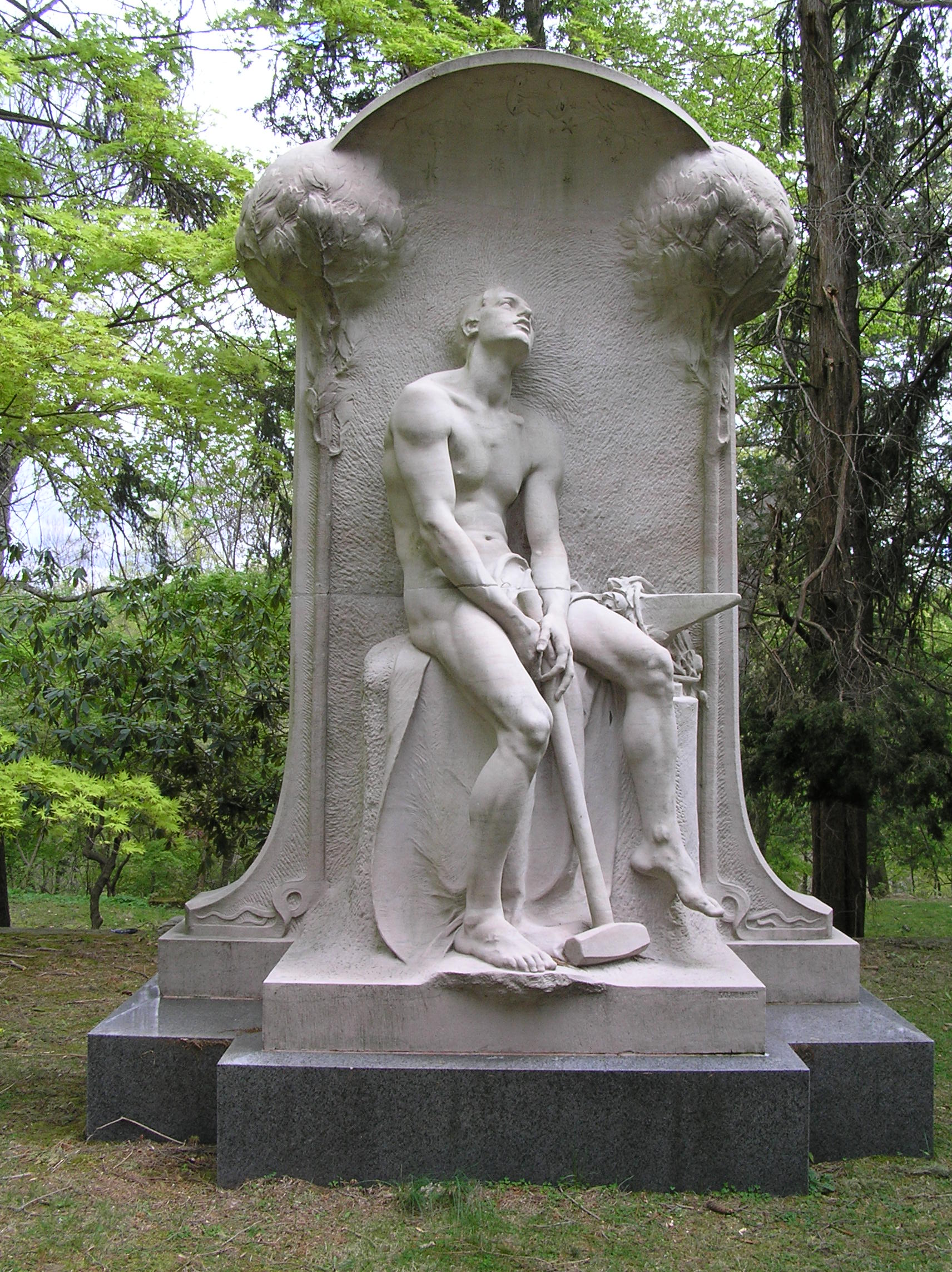
Memoriale di Henry Villard realizzato da Karl Bitter
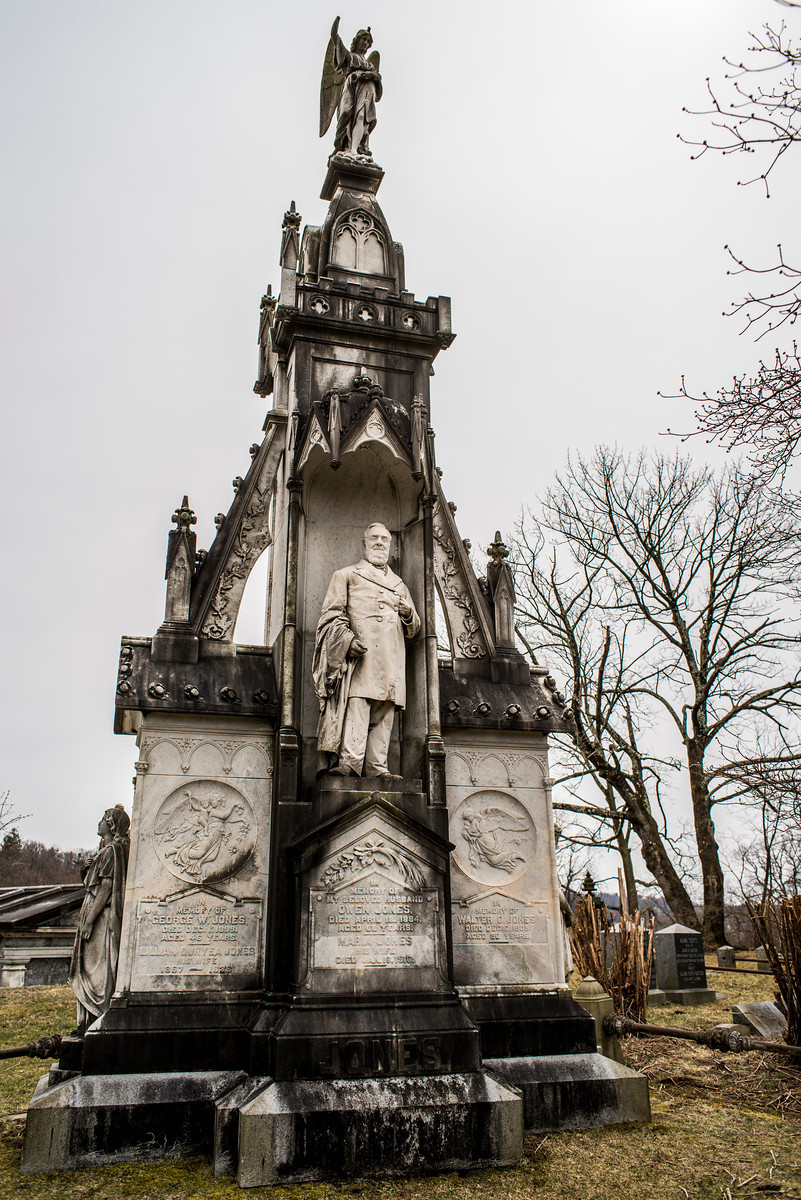
Monumento dedicato a Owen Jones
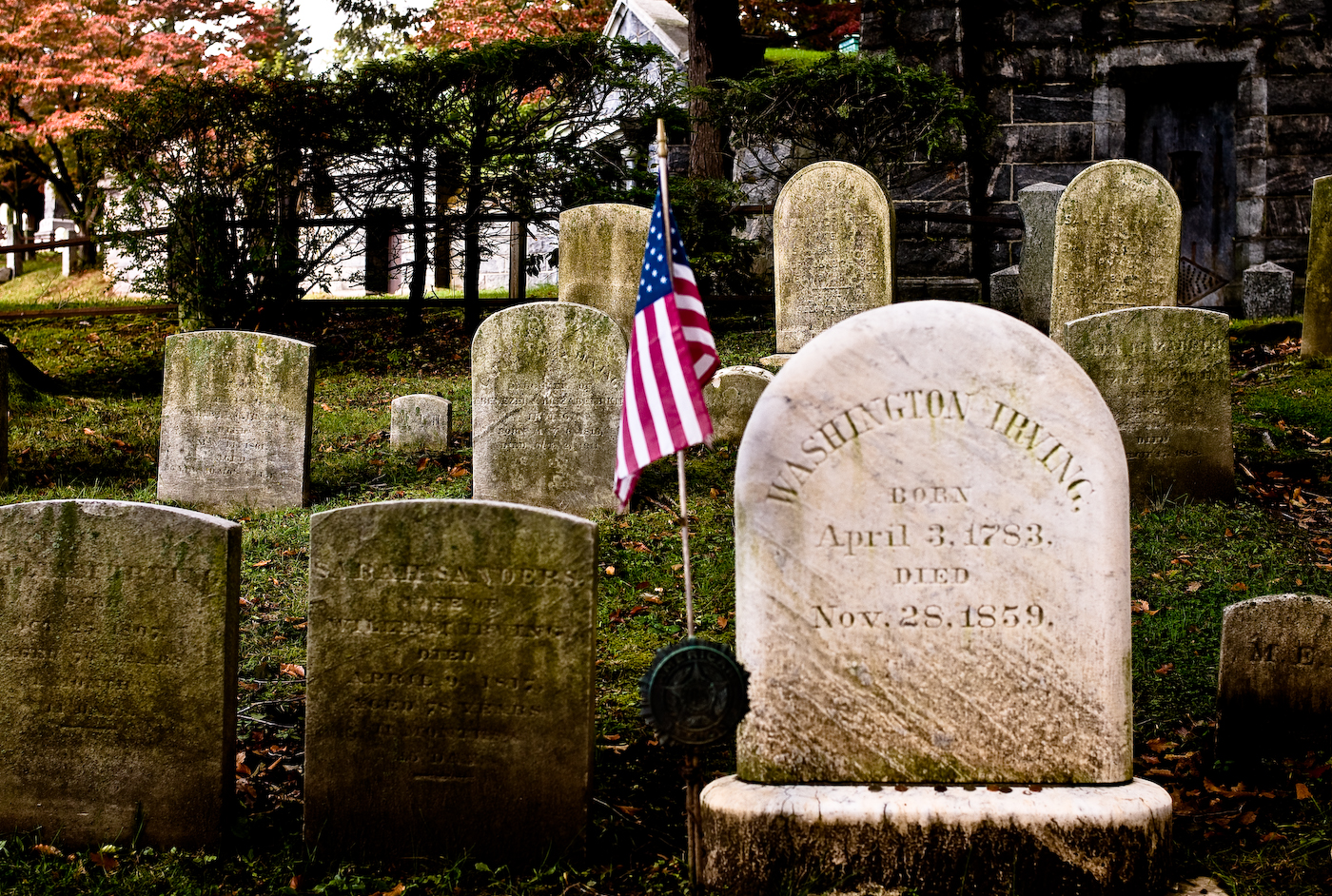
Pietra tombale di Washington Irving
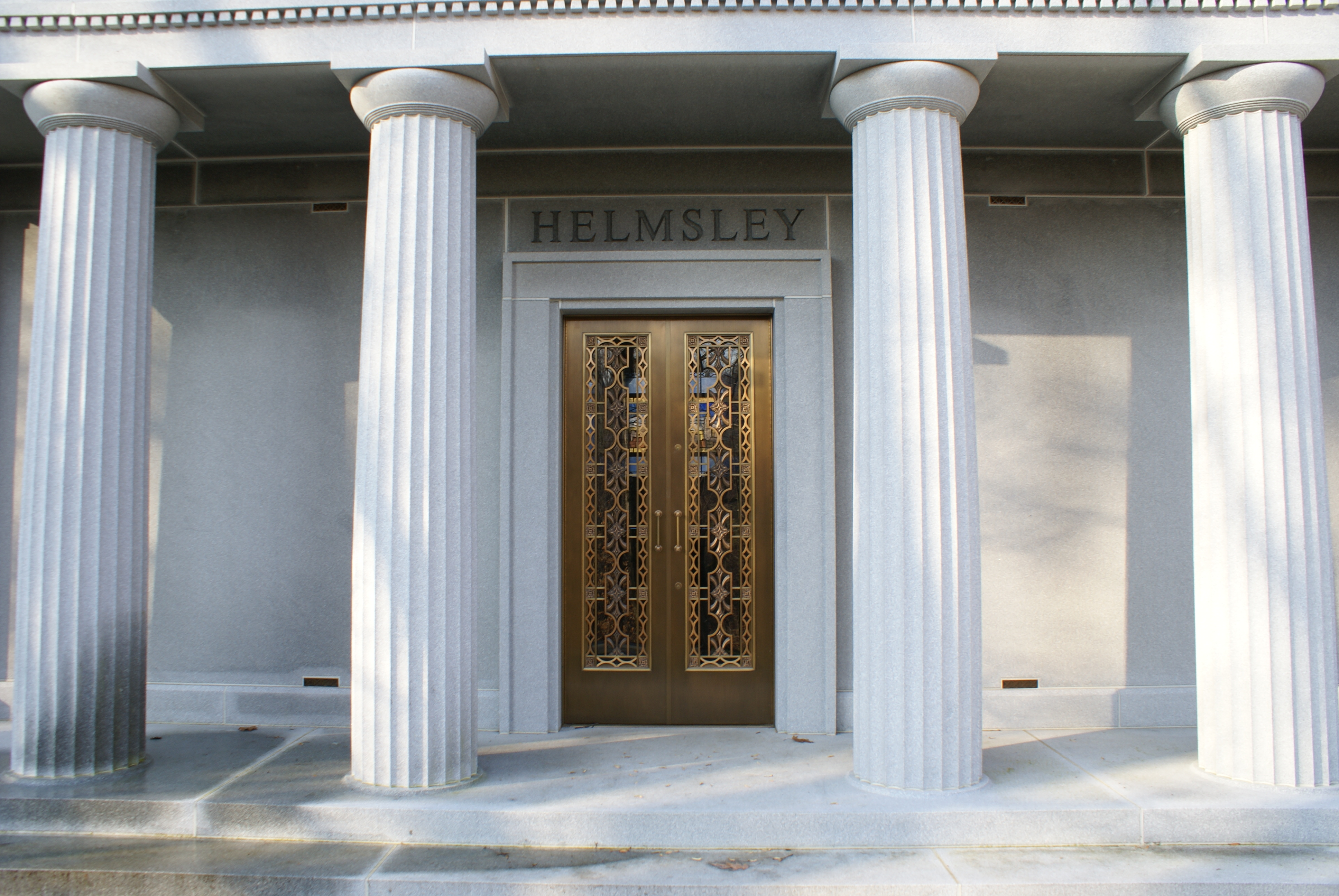
Il mausoleo degli Helmsley